# 姚平
姚平（?—402），南安郡赤亭（今甘肅省隴西縣西）羌人。十六國後秦宗室，將領。姚苌子，姚兴弟。
402年，后秦姚兴派遣义阳公姚平、尚书右仆射狄伯支等带四万步骑兵，征伐北魏，姚平六十多天攻克北魏乾壁城。北魏拓跋珪大军抵达永安，姚平派骁将率领二百精骑兵人侦察魏军虚实，长孙肥把这些兵卒全部抓获。姚平率军带领部队撤退而走，八月初九，拓跋珪柴壁城追上。姚平据城而守，魏军团团围住。姚兴率军四万七千人救援姚平，八月廿八，拓跋珪率领三万步、骑兵人在蒙坑之南击败姚兴军，姚兴被迫撤退四十多里。十月，柴壁粮尽，姚平在夜间突围，姚兴在汾水西岸擂鼓策应姚平军。姚平没有突围出来，率领部下跳入汾水自杀，很多将领都跟着姚平跳水求死。拓跋珪派善于游泳的人把他们捕获。